# Nemaloni
Les Nemaloni sont un peuple gaulois dont la localisation est hypothétique.

## Histoire
Guy Barruol propose de les situer, à titre d'hypothèse, dans le massif des Monges, soit dans la vallée du Sasse, soit dans celle du Vançon, soit encore dans les deux. Cette localisation est proposée en concurrence avec celles des Adunicates et des Sebagini aux mêmes lieux.